# 震旦多枝介
震旦多枝介（学名：Polycope sinensis）为多枝介科多枝介屬下的一个种。其种加词“sinensis”意为“中华的”。